# ارنستو کاستانو
ارنستو کاستانو (به ایتالیایی: Ernesto Castano) (۲ مهٔ ۱۹۳۹ - ۵ ژانویهٔ ۲۰۲۳) بازیکن فوتبال و اهل ایتالیا بود.

## تیم ملی
از سال ۱۹۵۹ میلادی عضو تیم ملی فوتبال ایتالیا بوده و در ۷ بازی ملی حضور داشته‌است. او در بازی‌های ملی‌اش گلی به ثمر نرساند.
ارنستو کاستانو آخرین بازی ملی خود را در سال ۱۹۶۹ میلادی انجام داد.